# Републиканска гарда (Сирија)
Републиканска гарда Сирије (арап. الحرس الجمهوري‎, транс. ал-Харас ал-Џумхури) или позната још и као Председничка гарда, представља елитну оружану формацију у оквиру Оружаних снага Сиријске арапске републике. Због своје примарне намене заштите сиријског политичког руководства и поузданости једина је јединица која може да уђе у престоницу Сирије.

## Формирање
Затегнуто стање у Либану и интервенција сиријске армије у корист либанских хришћана (Маронита) довело је до тензије између Палестинаца и сиријског председниха Хафеза ел-Асада. После масакра који су починили Маронити над Палестинацима и шиитским избеглицама у кампу Тал ел-Затар, у предграђу Бејрута, палестински герилци отпочели су са нападима на сиријске званичнике. Положај Хафеза ел-Асада био је уздрман унутрашњим превирањима у Сирији, нарочито после јавног вешања тројице Палестинаца који су у центру Дамаска, у лето 1976, запосели хотел и држали таоце. Због тога је Хафез ел-Асад захтевао да се појача његова заштита коју су чиниле јединице „Одбрамбене бригаде“ под командом његовог брата, Рифата ел-Асада. Поред тога, формирана је и Председничка гарда на чијем челу је био нећак Хафезове супруге, Аднан Махлуф (Adnan Makhluf).
Официрски кадар долазио је из ратног ваздухопловства, које је Хафезу ел-Асаду било лојално јер је и он, сâм, био пилот. У почетку је Гарда бројала око 10 000 људи али је тај број био увећан после укидања „Одбрамбених бригада“ чије је људство ушло у састав Републиканске гарде.
Примарна улога Републиканске гарде је да штити политичко руководство Сирији те је због тога њен главни задатак заштита од унутрашњих претњи. Највећи део Гарде распоређен је око председничке палате и у војној бази Касијун, из које је видљива северна периферија Дамаска, што јој омогућава правовремену реакцију против евентуалних пучиста и противника власти.

## Структура и састав
Иако је готово већина официра и војника долазило из редова Алавита, на челу Републиканске гарде до 2011. био је сунитски муслиман, Манаф Тлас, син дугогодишњег сиријског министра одбране Мустафе Тласа који је важио за блиског сарадника сиријског председника Башара ел-Асада. Структура Републиканске гарде разликовала се од уобичајене организације механизоване дивизије у саставу сиријских оружаних снага јер је у свом саставу, поред бригада, било и пукова.
На почетку грађанског рата у Сирији, Републиканска гарда имала је три механизоване бригаде и два „безбедносна пука“. У саставу Републиканске гарде улазиле су следеће јединице:
1. 101. безбедносни пук
2. 102. безбедносни пук
3. 104. бригада
4. 105. бригада
5. 106. бригада[6]

Током грађанског рата у Сирији, дошло је до промене предратне структуре сиријске Републиканске гарде. Маја-јуна 2015, по писању локалних активиста, од стране Републиканске гарде, у Латакији је основана нова бригада под називом „Штит обале“. Ова бригада позната је у медијима под називом „103. бригада“.

## Грађански рат у Сирији
Сумња сиријског руководства у лојалност и поузданост активних јединица утицала је и на ангажовање Сиријске арапске армије. Анализа ратних операција Оружаних снага Сирије у 2011-2012. години наводи на процену да је сиријско војно руководство могло да ангажује 65000-75000 војника у офанзивним операцијама. Ове операције предводиле су елитне формације, а међу њима и Републиканска гарда.
Током 2014. власт у Дамаску се ослањала на своје елитне војне формације као брзопокретне офанзивне јединице које су често биле допуна регуларним јединицама на критичним фронтовима. Сиријско руководство се и током 2014. и почетком 2015. године уздало у Републиканску гарду и 4. механизовану дивизију. Ове јединице, које су биле намењене заштити владе у Дамаску, спроводиле су већину својих операција на периферији престонице нападајући главне џепове отпора побуњеника у предграђима Источне и Западне Гуте. Почетком 2014, одреди 104. бригаде, под командом бригадног генерала Исама Захердина били су распоређени на војном аеродрому у граду Деир ез Зор ради консолидације линија владиних снага. Делови 106. бригаде Републиканске гарде, уз помоћ 4. механизоване дивизије, учествовали су у одбијању напада побуњеника на војни аеродром у Хами крајем 2014. године. Током 2014. године Републиканска гарда неколико пута је слала појачања у град Алеп како би помогли окруженим владиним снагама.

## Наоружање и опремљеност
Као једна од елитна јединица Оружаних снага Сиријске Арапске Републике, поред 4. механизоване дивизије, Републиканска гарда је боље опремљена од других регуларних јединица, а њена попуњеност људством је 100%.